# حفل توزيع جوائز الإيمي برايم تايم السبعون
حفل توزيع جوائز الإيمي برايم تايم السبعون كرَّم أفضل برامج التلفاز الأمريكية المسائية من 1 يونيو 2017 حتى 31 مايو 2018، والتي اختارتها أكاديمية فنون وعلوم التلفزيون. أُقيم الحفل على الهواء مباشرةً في 17 سبتمبر 2018، في مسرح مايكروسوفت في داون تاون لوس أنجلوس بولاية كاليفورنيا، وأذاعته في الولايات المتحدة هيئة الإذاعة الوطنية ودبي وان وشبكة أوربت شوتايم وإم بي سي 4 في الشرق الأوسط وشمال أفريقيا. استضاف الفعالية مايكل تشاي و‌كولن جوست.
أعلن عن الترشيحات ريان إيغولد و‌سميرة وايلي في 12 يوليو 2018. الفائز الأكبر في الحفل كان المسلسل الكوميدي الدرامي السيدة مايزل الرائعة من إنتاج برايم فيديو، والذي فاز بخمس جوائز منها جائزة أفضل مسلسل كوميدي، كاتبًا تاريخًا جديدًا حيث أصبح أول مسلسل متلفز على الويب و‌وسائل البث على الإنترنت يحصد الجائزة.
عدد المشاهدات في الولايات المتحدة وصل إلى 10.2 ملايين مما يعكس انخفاضًا بنسبة 11% عن السنة السابقة، وكذلك كان الحفل الأقل مشاهدةً في تاريخ جوائز الإيمي.

## الفائزون والترشيحات
الفائزون مكتوبون أولاً وبالخط الغليظ:

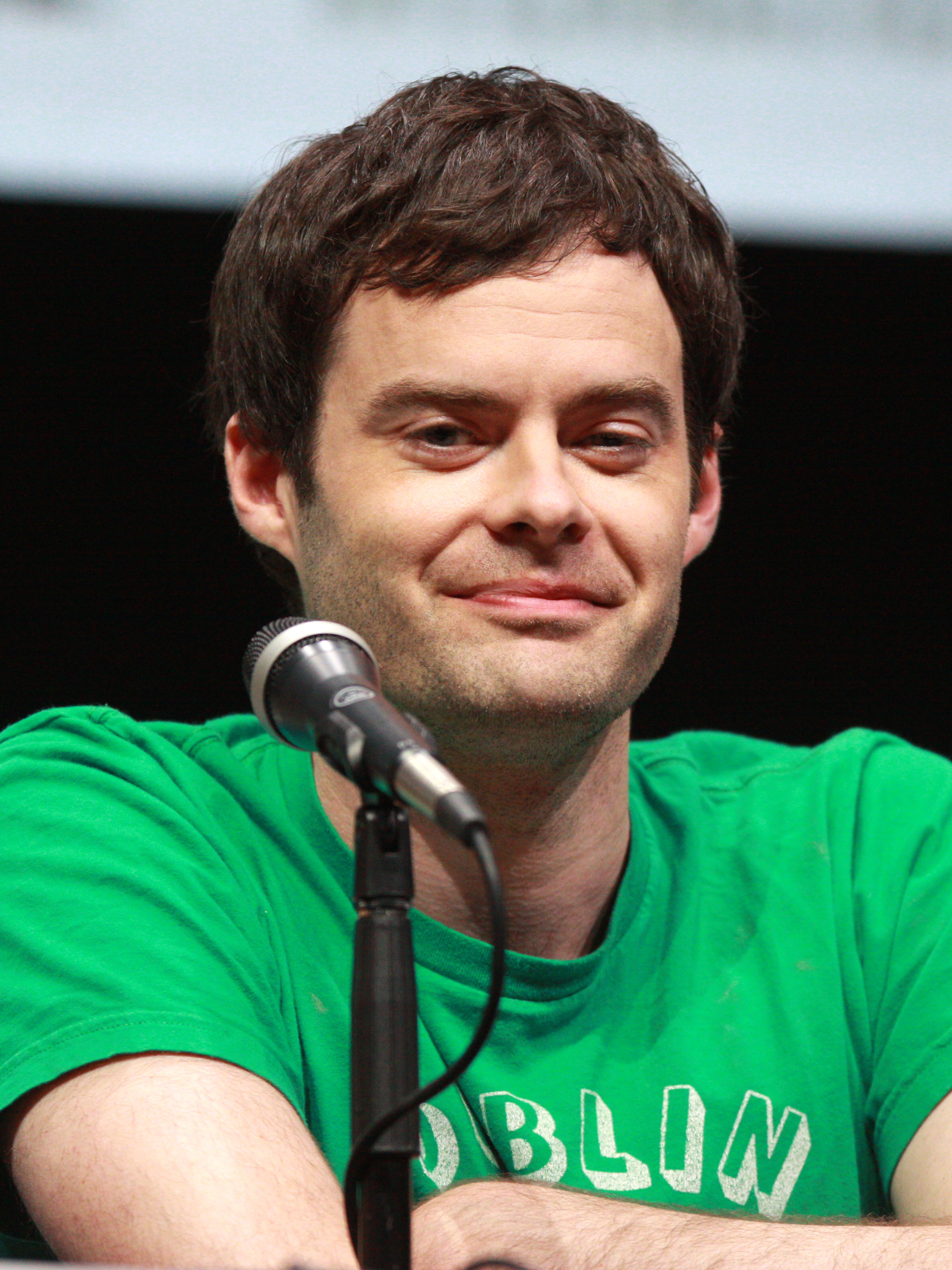
بيل هادر، حصل على جائز أفضل ممثل رئيسي في مسلسل كوميدي

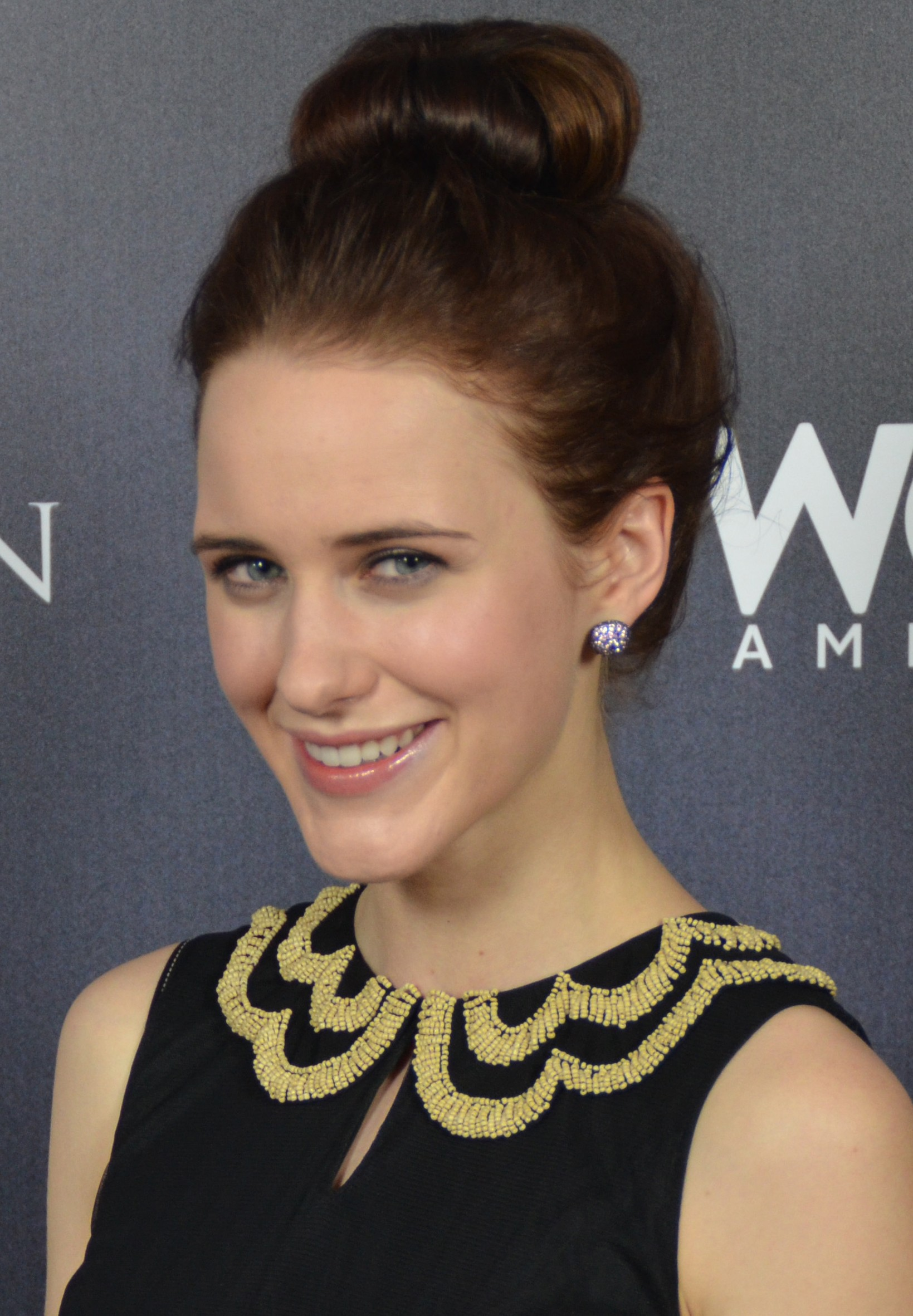
رايتشل بروسنان، حصلت على جائزة أفضل ممثلة رئيسية في مسلسل كوميدي

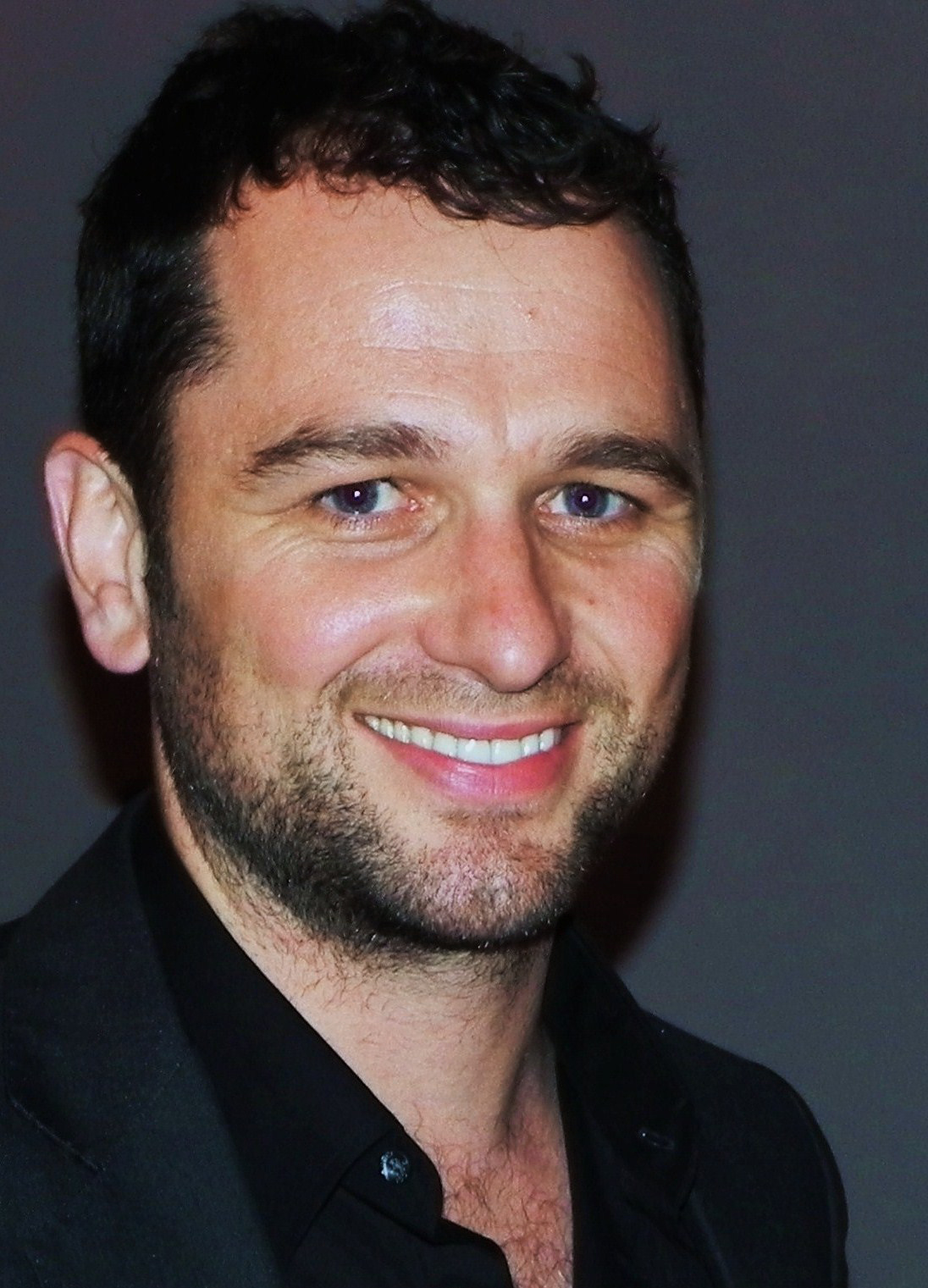
ماثيو ريس، حصل على جائزة أفضل ممثل رئيسي في مسلسل درامي

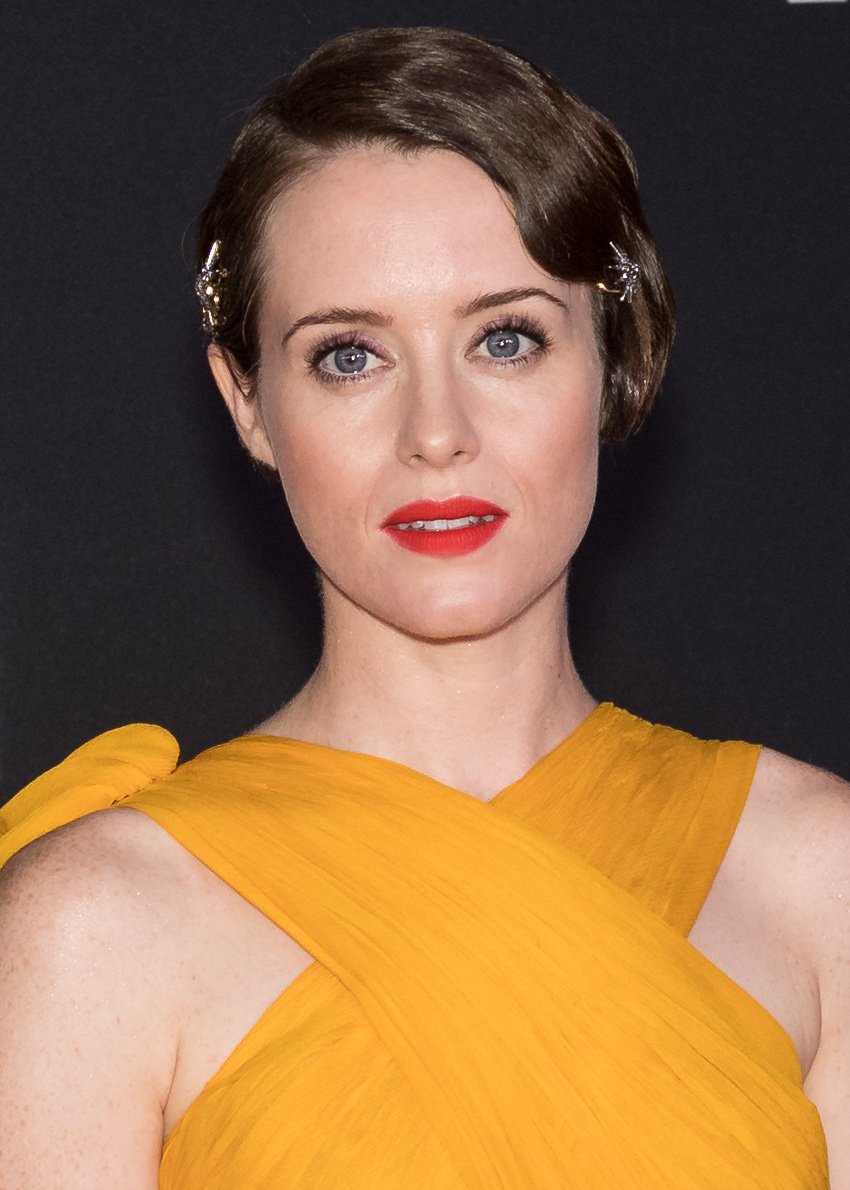
كلير فوي، حصلت على جائزة أفضل ممثلة رئيسية في مسلسل درامي

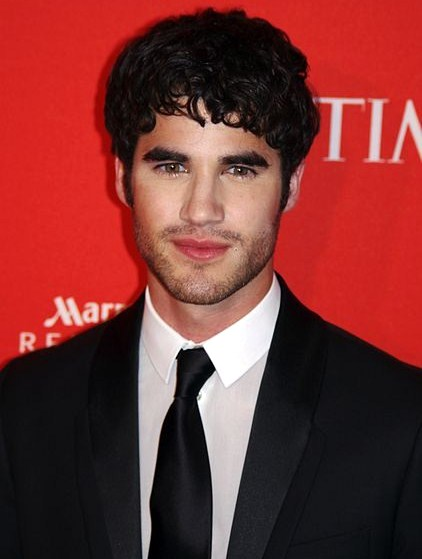
دارين كريس، حصل على جائزة أفضل ممثل رئيسي في سلسلة محدودة أو فيلم تلفزيوني

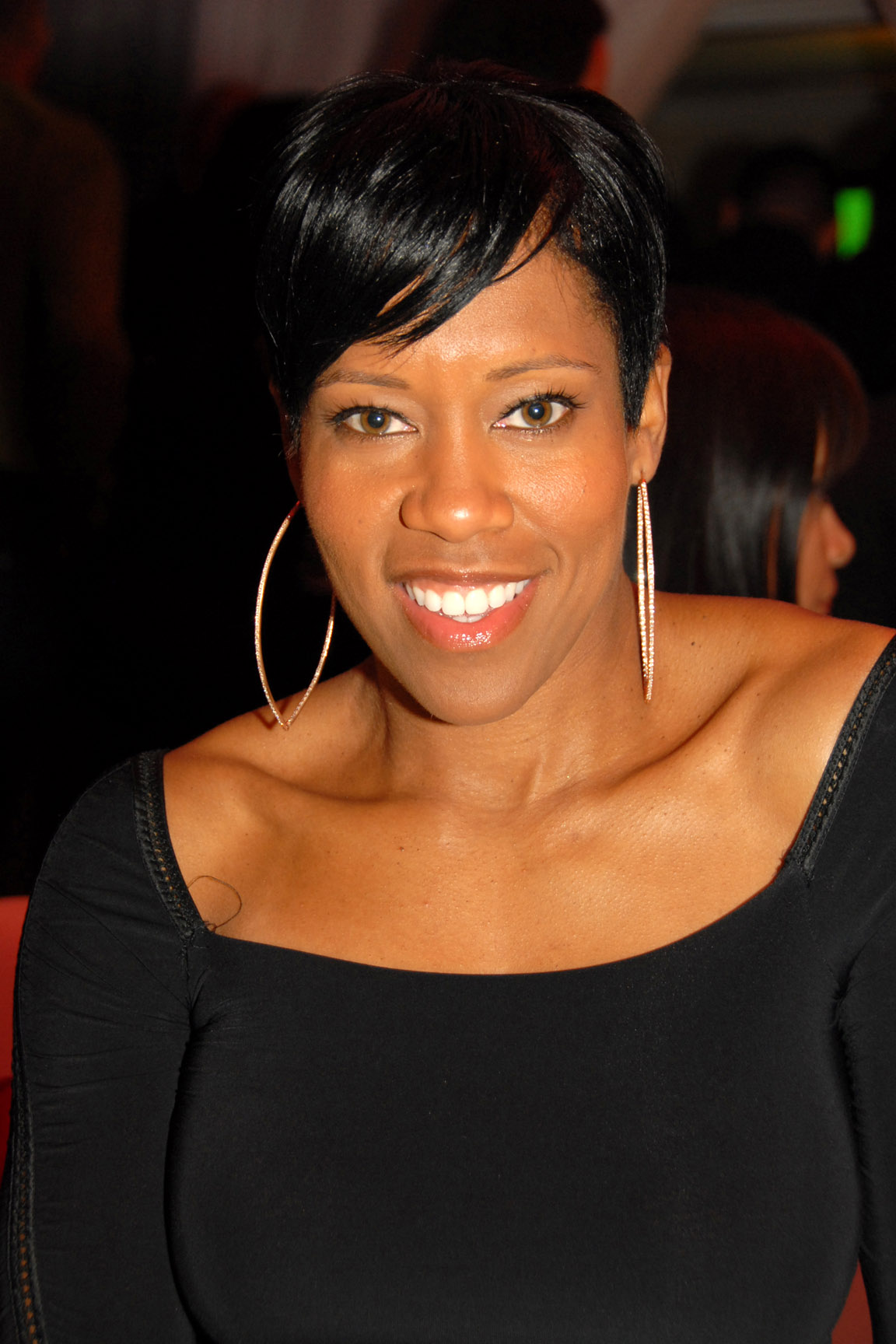
ريجينا كينغ، حصلت على جائزة أفضل ممثلة رئيسية في سلسلة محدودة أو فيلم تلفزيوني

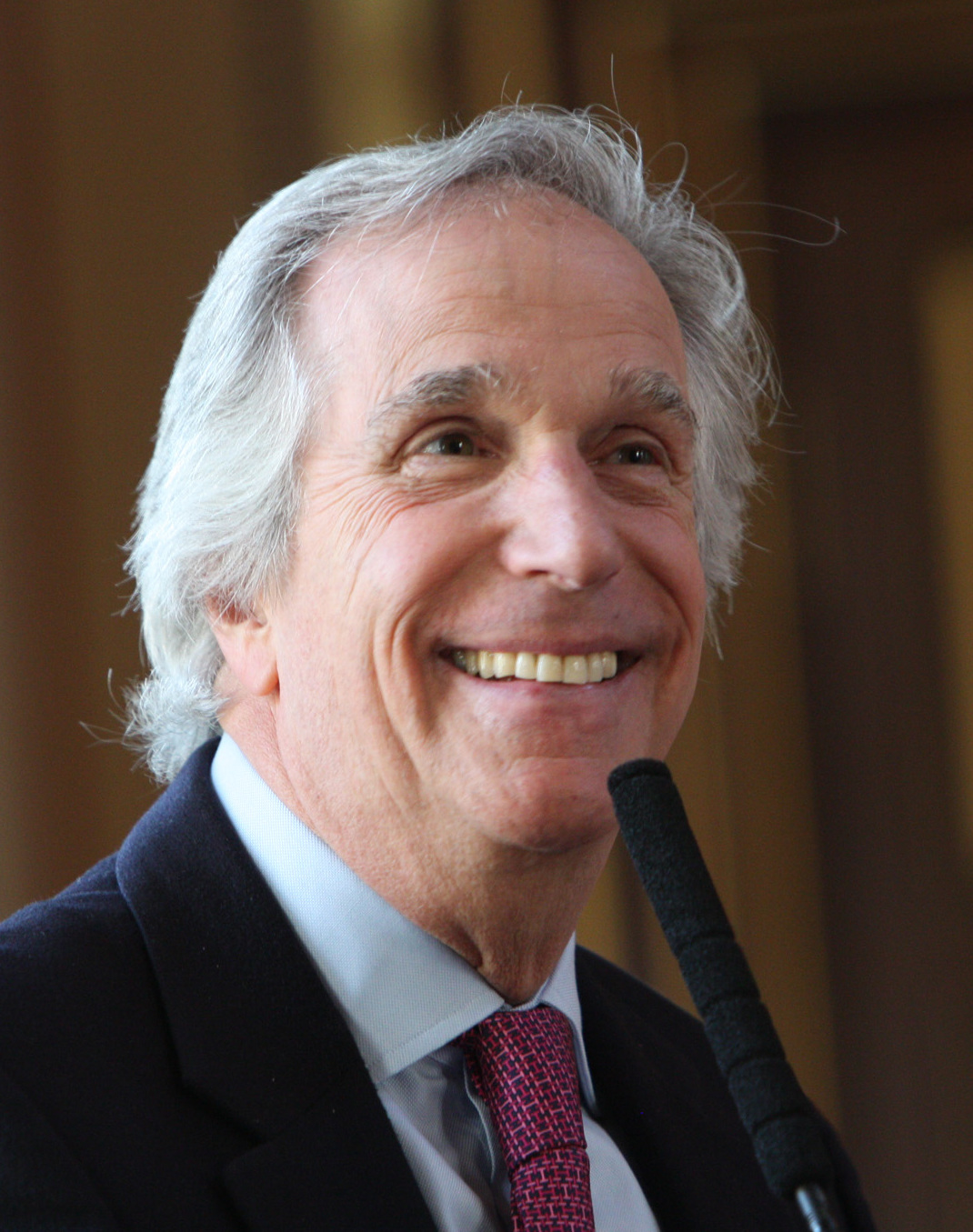
هنري وينكلر، حصل على جائزة أفضل ممثل مساعد في مسلسل كوميدي

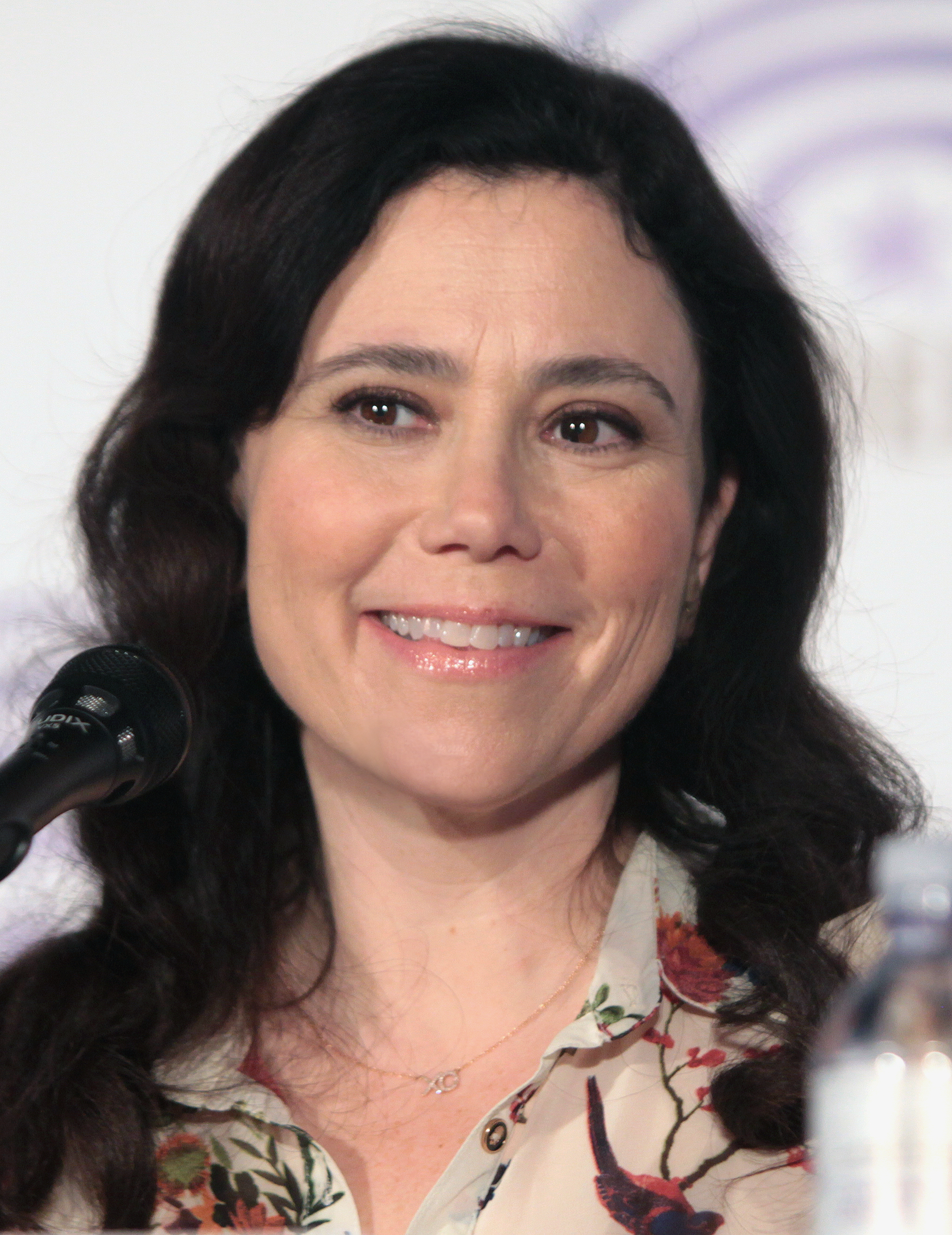
ألكس بورستين، حصلت على جائزة أفضل ممثلة مساعدة في مسلسل كوميدي

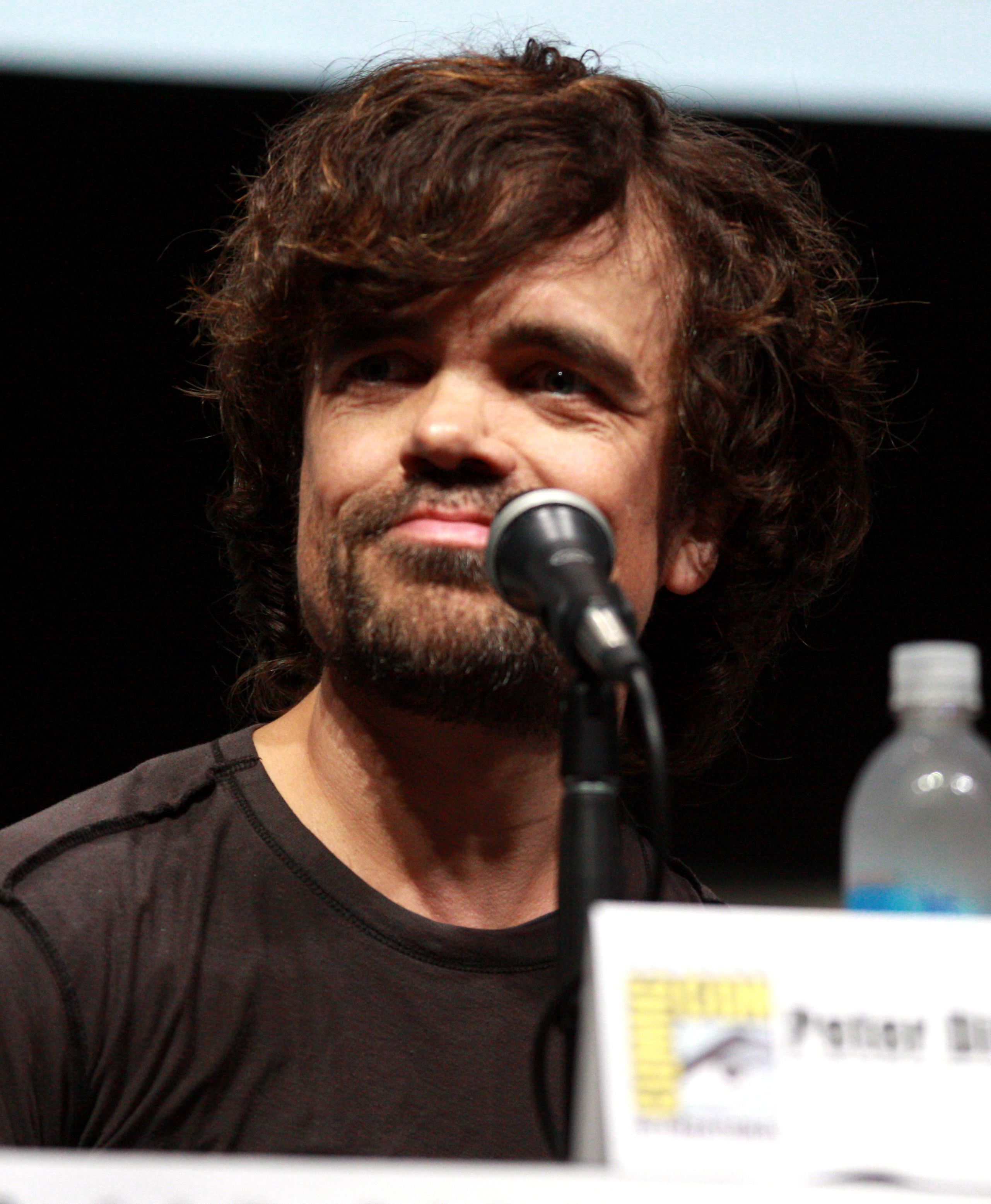
بيتر دينكلاج، حصل على جائزة أفضل ممثل مساعد في مسلسل درامي

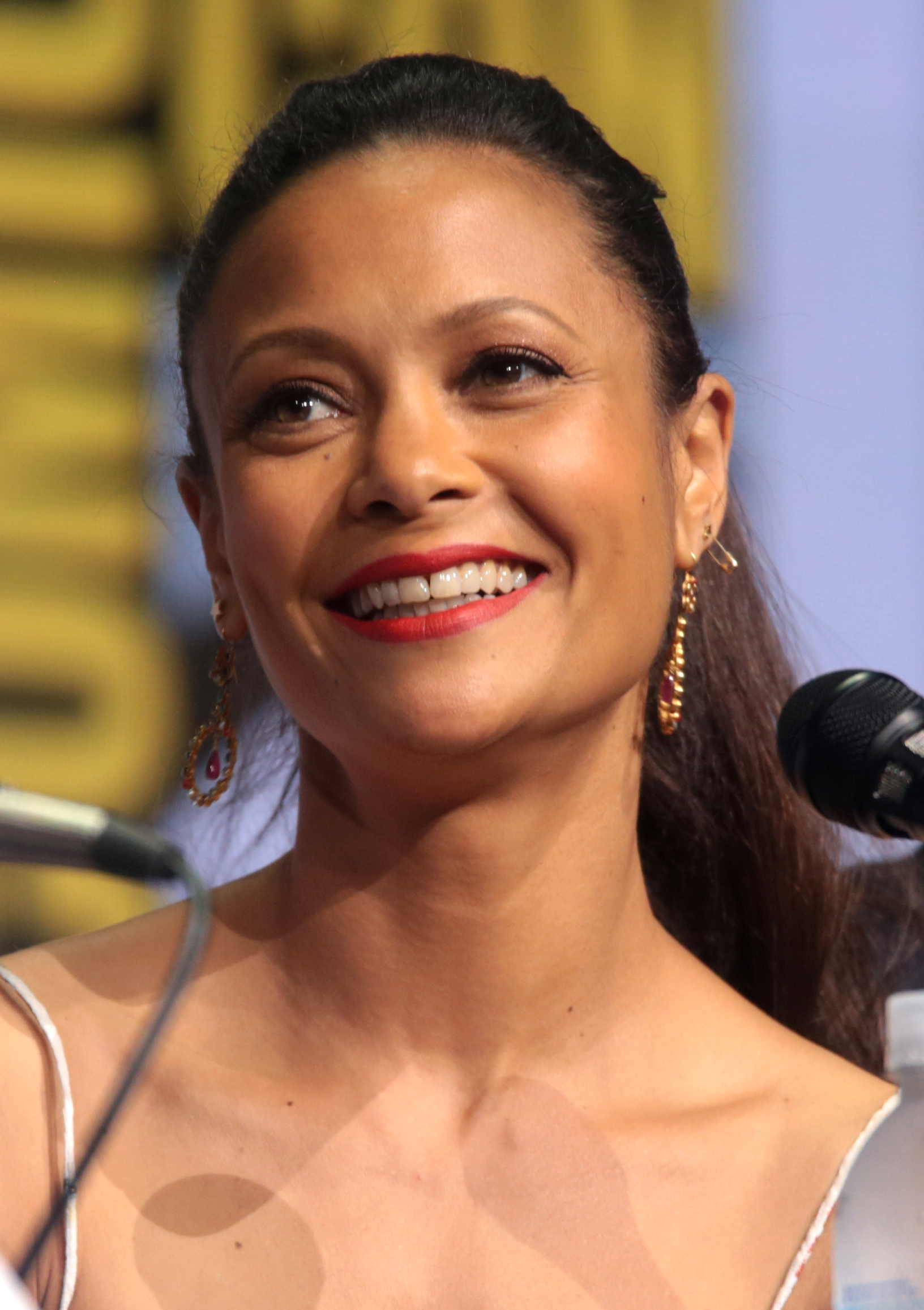
ثاندي نيوتن، حصلت على جائزة أفضل ممثلة مساعدة في مسلسل درامي

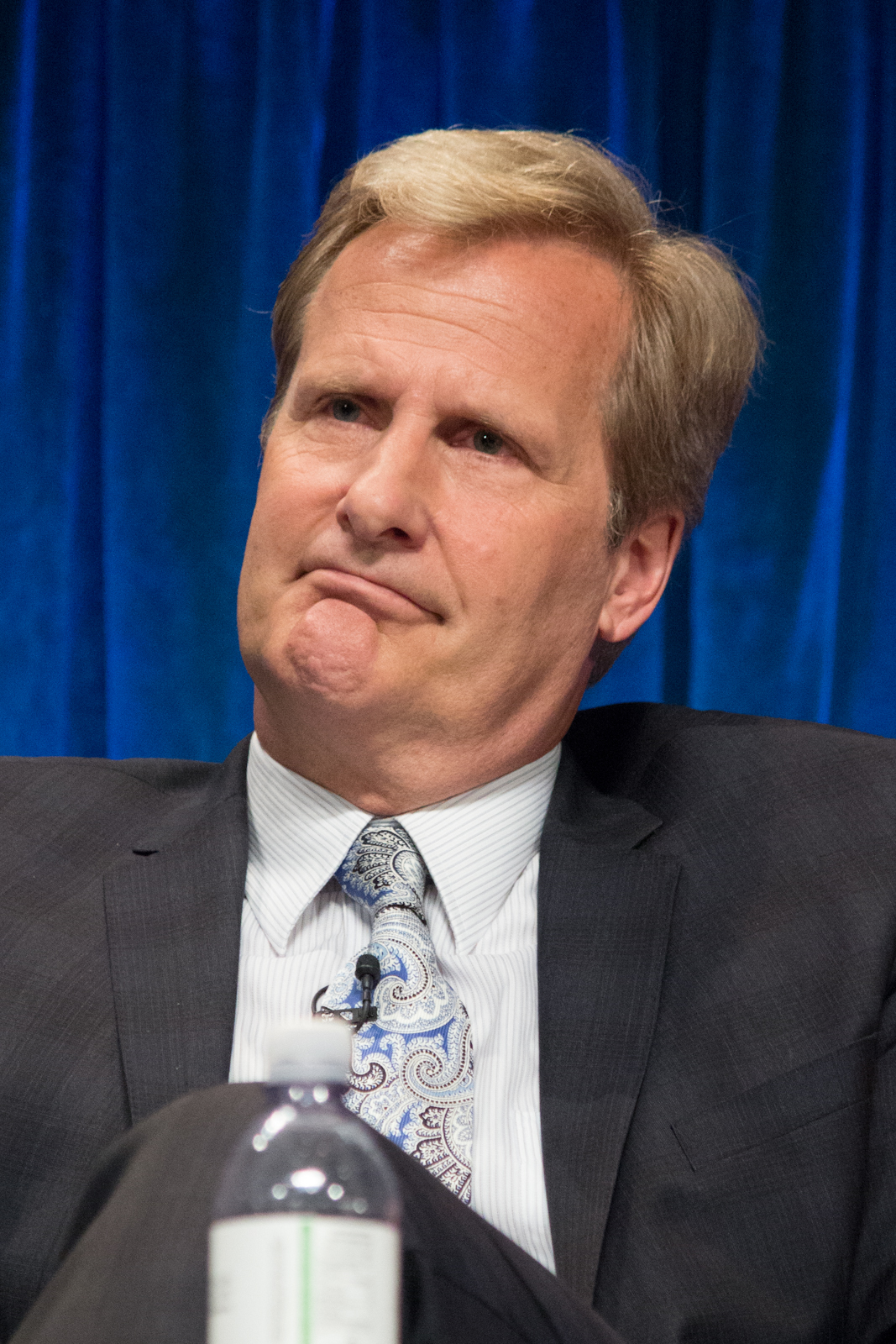
جيف دانييلز، حصل على جائزة أفضل ممثل مساعد في مسلسل محدود أو فيلم تلفزيوني

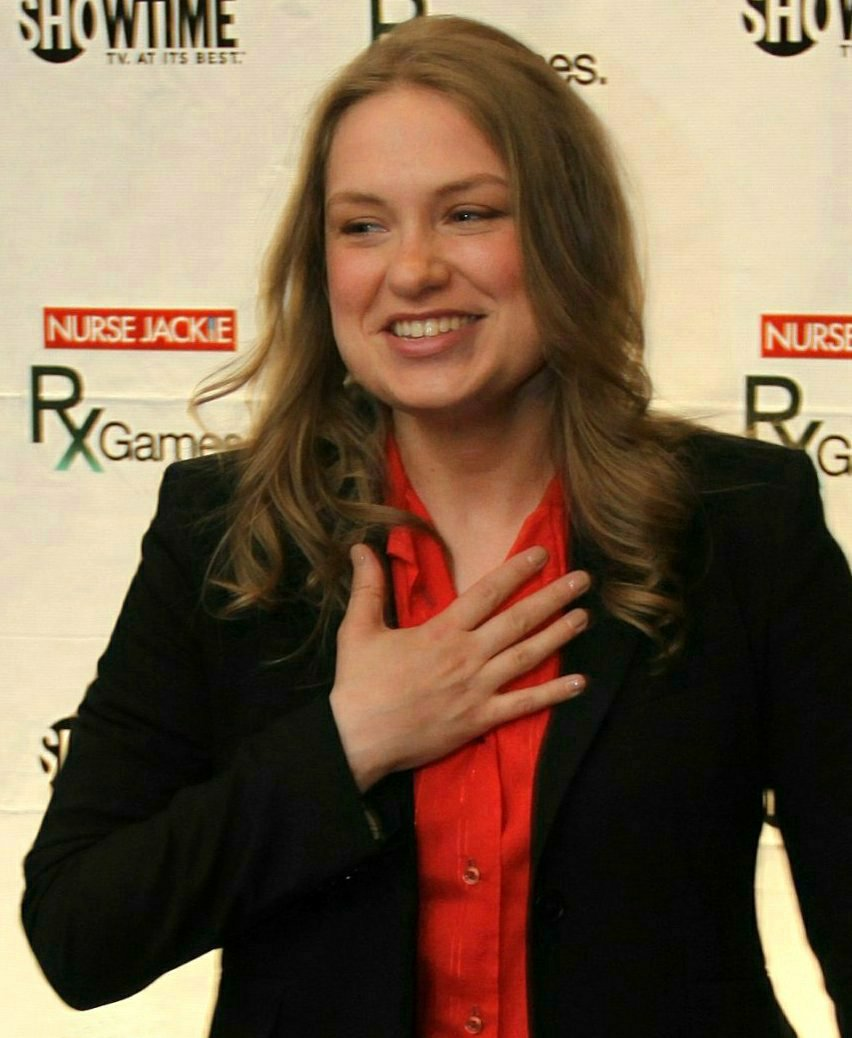
ميريت ويفر، حصلت على جائزة أفضل ممثلة مساعدة في مسلسل محدود أو فيلم تلفزيوني

### البرامج
| أفضل مسلسل كوميدي | أفضل مسلسل درامي |
| --- | --- |
| - السيدة مايزل الرائعة (برايم فيديو) - أتلانتا (إف إكس) - باري (إتش بي أو) - بلاك-يش (إيه بي سي) - اكبح حماسك (إتش بي أو) - لمعان (نتفليكس) - وادي السيليكون (إتش بي أو) - كيمي شميت القوية (نتفليكس)                                                                                | - صراع العروش (إتش بي أو) - الأمريكيون (إف إكس) - التاج (نتفليكس) - حكاية أمة (هولو) - أشياء غريبة (نتفليكس) - هؤلاء نحن (هيئة الإذاعة الوطنية) - العالم الغربي (إتش بي أو)                                          |
| أفضل مجموعة مسلسلات حوارية | أفضل مجموعة مسلسلات مشاهد قصيرة |
| - الأسبوع الماضي هذا المساء مع جون أوليفر (إتش بي أو) - البرنامج اليومي مع تريفور نوح (كوميدي سنترال) - الواجهة الأمامية مع سامانثا بي (تي بي إس) - جيمي كيميل لايف! (إيه بي سي) - العرض المسائي المتأخر مع جيمس كوردن (سي بي إس) - العرض المسائي المتأخر مع ستيفن كولبير (سي بي إس) | - ساترداي نايت لايف (إن بي سي) - في البيت مع إيمي سيداريس (ترو تي في) - التاريخ الثمل (كوميدي سنترال) - أنا أحبك يا أمريكا مع سارة سلفرمان (هولو) - بورتلانديا (قناة الأفلام المستقلة) - تريسي أولمان شو (إتش بي أو) |
| أفضل سلسلة محدودة | أفضل برنامج مسابقات الواقع |
| - اغتيال جياني فيرساتشي: قصة جريمة أمريكية (إف إكس) - طبيب الأمراض العقلية (شبكة تورنر التلفزيونية) - العبقري: بيكاسو (ناشيونال جيوغرافيك) - غودليس (نتفليكس) - باتريك ميلروز (شوتايم)                                                                                               | - روبول دراغ ريس (في إتش 1) - السباق المدهش (سي بي إس) - محارب النينجا الأمريكي (إن بي سي) - بروجيكت رانواي (لايف تايم) - توب شيف (برافو) - ذا فويس (إن بي سي)                                                       |

### التمثيل

#### الأدوار الرئيسية
| أفضل ممثل رئيسي في مسلسل كوميدي | أفضل ممثلة رئيسية في مسلسل كوميدي |
| --- | --- |
| - بيل هادر بدور باري بركمان / باري بلوك في باري (حلقة: "الفصل السابع: بصوت عالٍ وسريع واستمر") (إتش بي أو) - أنتوني أندرسن بدور أندريه "دري" جونسون الأب في بلاك-يش (حلقة: "تقدم للذهاب (اجمع 200 دولار)") (إيه بي سي) - تيد دانسون بدور مايكل في المكان الجيد (حلقة: "قرار الرقص الرقص") (إن بي سي) - لاري ديفيد بدور لاري ديفيد اكبح حماسك (حلقة: "فتوى!") (إتش بي أو) - دونالد غلوفر بدور إرنست "إرن" ماركس / تيدي بركينس في أتلانتا (حلقة: "تيدي بركينس") (إف إكس) - ويليام ميسي بدور فرانك غالاغر في وقح (حلقة: "السير أثناء النوم") (شوتايم) | - رايتشل بروسنان بدور مريام "ميدج" مايزل في السيدة مايزل الرائعة (حلقة: "شكرًا لك وعمت مساءً") (برايم فيديو) - باميلا أدلون بدور سام فوكس في أشياء أفضل (حلقة: "مديح") (إف إكس) - أليسون جاني بدور بوني بلانكيت في أم (حلقة: "حلويات الهاتف ووادٍ مشجر صغير") (سي بي إس) - إيسا راي بدور إيسا دي في غير آمن (حلقة: "هيلا العظمى") (إتش بي أو) - تريسي إليس روس بدور د. رينبو "بو" جونسون في بلاك-يش (حلقة: "المسن. المحتال.") (إيه بي سي) - ليلي توملن بدور فرانكي برغشتاين في غريس وفرانكي (حلقة: "البيت") (نتفليكس)                     |
| أفضل ممثل رئيسي في مسلسل درامي | أفضل ممثلة رئيسية في مسلسل درامي |
| - ماثيو ريس بدور فيليب جينينغز في الأمريكيين (حلقة: "بداية") (إف إكس) - جيسون بيتمان بدور مارتن "مارتي" بيرد في أوزارك (حلقة: "الحصيلة") (نتفليكس) - ستيرلينغ ك. براون بدور راندال بيرسون في هؤلاء نحن (حلقة: "رقم ثلاثة") (إن بي سي) - إد هاريس بدور الرجل الأسود / وليام في العالم الغربي (حلقة: "نقطة التلاشي") (إتش بي أو) - ميلو فينتميليا بدور جاك بيرسون في هؤلاء نحن (حلقة: "السيارة") (إن بي سي) - جيفري رايت بدور برنارد لوي في العالم الغربي (حلقة: "الراكب") (إتش بي أو)                                                              | - كلير فوي بدور الملكة إليزابيث الثانية في التاج (حلقة: "عزيزتي السيدة كينيدي") (نتفليكس) - تاتيانا ماسلاني بعدة أدوار في سواد اليتم (حلقة: "لتصحيح أخطاء الكثيرين") (بي بي سي أمريكا) - إليزابيث موس بدور جون أوزبورن / أوفريد في حكاية أمة (حلقة: "الحفل الأخير") (هولو) - ساندرا أوه بدور إيف بولاستري في قتل إيف (حلقة: "أنا أحذر من الحمامات") (بي بي سي أمريكا) - كيري رسل بدور إليزابيث جينينغز في الأمريكيين (حلقة: "القمة") (إف إكس) - إيفان رايتشل وود بدور دولوريس أبيرناثي في العالم الغربي (حلقة: "لم الشمل") (إتش بي أو) |
| أفضل ممثل رئيسي في سلسلة محدودة أو فيلم تلفزيوني | أفضل ممثلة رئيسية في سلسلة محدودة أو فيلم تلفزيوني |
| - دارين كريس بدور أندرو كونانان في اغتيال جياني فيرساتشي: قصة جريمة أمريكية (إف إكس) - أنتونيو بانديراس بدور بابلو بيكاسو في العبقري: بيكاسو (ناشيونال جيوغرافيك) - بيندكت كامبرباتش بدور باتريك ميلروز في باتريك ميلروز (شوتايم) - جيف دانييلز بدور جون بي أونيل في برج يلوح في الأفق (هولو) - جون لجند بدور يسوع المسيح في يسوع المسيح سوبرستار في حفلة على الهواء (إن بي سي) - جيسي بليمنز بدور النقيب روبرت دالي في "المركبة الأمريكية كاليستر" (المرآة السوداء) (نتفليكس)                                                                    | - ريجينا كينغ بدور لاتريس بتلر في سبع ثوان (نتفليكس) - جيسيكا بيل بدور كورا تانيتي في الآثم (يو إس إيه) - لورا ديرن بدور جنيفر فوكس في الحكاية (إتش بي أو) - ميشيل دوكري بدور أليس فليتشر في غودليس (نتفليكس) - إدي فالكو بدور ليزلي إبرامسن في الجريمة الحقيقية للقانون والنظام (إن بي سي) - سارة بولسون بدور آلي مايفير ريتشاردز في قصة رعب أمريكية: الطائفة (إف إكس) |

#### الأدوار المساندة
| أفضل ممثل مساعد في مسلسل كوميدي | أفضل ممثلة مساعدة في مسلسل كوميدي |
| --- | --- |
| - هنري وينكلر بدور جين كوزينو في باري (حلقة: "الفصل الرابع: ملتزم ... بك") (إتش بي أو) - لوي أندرسون بدور كريستين باسكتس في باسكيتس (حلقة: "عيد الشكر") (إف إكس) - أليك بالدوين بدور دونالد ترامب في ساترداي نايت لايف (حلقة: "المضيف: دونالد غلوفر") (إن بي سي) - تيتوس برجس بدور تيتوس أندرومدن في كيمي شميت القوية (حلقة: "كيمي والوحش!") (نتفليكس) - براين تاير هنري بدور ألفريد "بيبر بوي" مايلز في أتلانتا (حلقة: "الغابة") (إف إكس) - توني شلهوب بدور أبراهام "آبي" ويسمان في السيدة مايزل الرائعة (حلقة: "شكرًا لك وعمت مساءً") (برايم فيديو) - كينان طومسون بأدوار متعددة في ساترداي نايت لايف (حلقة: "المضيف: جون مولاني") (إن بي سي)                                                               | - ألكس بورستين بدور سوزي مايرسون في السيدة مايزل الرائعة (حلقة: "دوينك") (برايم فيديو) - زازي بيتز بدور فانيسا "فان" كيفر في أتلانتا (حلقة: "هيلين") (إف إكس) - آيدي براينت بأدوار متعددة في ساترداي نايت لايف (حلقة: "المضيف: تشادويك بوسمان") (إن بي سي) - بيتي غيلبين بدور ديبي "حسناء الحرية" إيغان في لمعان (حلقة: "ديبي تفعل شيئًا") (نتفليكس) - ليزلي جونز بأدوار متعددة في ساترداي نايت لايف (حلقة: "المضيف: دونالد غلوفر") (إن بي سي) - كيت مكينون بأدوار متعددة في ساترداي نايت لايف (حلقة: "المضيف: بيل هادر") (إن بي سي) - لوري ميتكاف بدور جاكي هاريس في روزان (حلقة: "لا توجد بلد للنساء العجائز") (إيه بي سي) - ميغان مولالي بدور كارين ووكر في ويل وغريس (حلقة: "كوينسيانيرا روزاريو") (إن بي سي) |
| أفضل ممثل مساعد في مسلسل درامي | أفضل ممثلة مساعدة في مسلسل درامي |
| - بيتر دينكلاج بدور تيريون لانستر في صراع العروش (حلقة: "التنين والذئب") (إتش بي أو) - نيكولاي كوستر والداو بدور جايمي لانستر في صراع العروش (حلقة: "غنائم الحرب") (إتش بي أو) - جوزيف فاينس بدور القائد فريد ووترفورد في حكاية أمة (حلقة: "الدماء الأولى") (هولو) - ديفيد هاربر بدور جيم هوبر في أشياء غريبة (حلقة: "الفصل الرابع: إرادة الحكماء") (نتفليكس) - ماندي باتينكين بدور سول بيرنسون في أرض الوطن (حلقة: "قفزة الأنواع") (شوتايم) - مات سميث بدور فيليب دوق إدنبرة في التاج (حلقة: "الرجل الغامض") (نتفليكس) | - ثاندي نيوتن بدور ميف ميلاي في العالم الغربي (حلقة: "رقصة أكاني") (إتش بي أو) - ألكسيس بلدل بدور إميلي / أوفستيفن في حكاية أمة (حلقة: "غير النساء") (هولو) - ميلي بوبي براون بدور إحدى عشرة في أشياء غريبة (حلقة: "الفصل الثالث: البوليوغ") (نتفليكس) - آن دود بدور العمة ليديا في حكاية أمة (حلقة: "جون") (هولو) - لينا هيدي بدور سيرسي لانستر في صراع العروش (حلقة: "التنين والذئب") (إتش بي أو) - فانيسا كيربي بدور مارجريت كونتيسة سنودون في التاج (حلقة: "بريل") (نتفليكس) - إيفون ستراهوفسكي بدور سيرينا جوي ووترفورد في حكاية أمة (حلقة: "عمل المرأة") (هولو) |
| أفضل ممثل مساعد في سلسلة محدودة أو فيلم تلفزيوني | أفضل ممثلة مساعدة في سلسلة محدودة أو فيلم تلفزيوني |
| - جيف دانييلز بدور فرانك غريفين في غودليس (حلقة: "حادثة في كريد") (نتفليكس) - براندون فيكتور ديكسون بدور يهوذا الإسخريوطي في يسوع المسيح سوبرستار في حفلة على الهواء (إن بي سي) - جون ليجويزامو بدور جيكوب (يعقوب) فازكويز في واكو (حلقة: "الغرباء عبر الشارع") (شبكة باراماونت) - ريكي مارتن بدور أنطونيو داميكو في اغتيال جياني فيرساتشي: قصة جريمة أمريكية (حلقة: "الرجل الذي سيصبح رائجًا") (إف إكس) - إدغار راميرز بدور جياني فيرساتشي في اغتيال جياني فيرساتشي: قصة جريمة أمريكية (حلقة: "صعود") (إف إكس) - مايكل ستولبارغ بدور ريتشارد كلارك في برج يلوح في الأفق (حلقة: "9/11") (هولو) - فين ويتروك بدور جيفري تريل في اغتيال جياني فيرساتشي: قصة جريمة أمريكية (حلقة: "لا تسأل، ولا تخبر") (إف إكس) | - ميريت ويفر بدور ماري أغنيس ماكنوي في غودليس (حلقة: "سيدات الجميلة") (نتفليكس) - سارة باريلز بدور مريم المجدلية في يسوع المسيح سوبرستار في حفلة على الهواء (إن بي سي) - بينيلوب كروز بدور دوناتيلا فيرساتشي في اغتيال جياني فيرساتشي: قصة جريمة أمريكية (حلقة: "صعود") (إف إكس) - جوديث لايت بدور ماريلين ميغلين في اغتيال جياني فيرساتشي: قصة جريمة أمريكية (حلقة: "قتل عشوائي") (إف إكس) - أدينا بورتر بدور بيفرلي هوب في قصة رعب أمريكية: الطائفة (حلقة: "11/9") (إف إكس) - ليتيشا رايت بدور نيش في المتحف الأسود (المرآة السوداء) (نتفليكس) |

### الإخراج
| أفضل إخراج لمسلسل كوميدي | أفضل إخراج لمسلسل درامي |
| --- | --- |
| - السيدة مايزل الرائعة (حلقة: "الحلقة التجريبية")، من إخراج إيمي شيرمان بالادينو (برايم فيديو) - أتلانتا (حلقة: "فوبو")، من إخراج دونالد غلوفر (إف إكس) - أتلانتا (حلقة: "تيدي بركينس")، من إخراج هيرو موراي (إف إكس) - باري (حلقة: "الفصل الأول: ضع بصمتك")، من إخراج بيل هادر (إتش بي أو) - نظرية الانفجار العظيم (حلقة: "عدم تماثل الأربة")، من إخراج مارك سيندروفسكي (سي بي إس) - لمعان (حلقة: "الحلقة التجريبية")، من إخراج جيسي بيرتس (نتفليكس) - وادي السيليكون (حلقة: "الطرح الأول للعملة")، من إخراج مايك جودج (إتش بي أو) | - التاج (حلقة: "رب الأسرة")، من إخراج ستيفن دالدري (نتفليكس) - صراع العروش (حلقة: "خلف الجدار")، من إخراج آلان تايلور (إتش بي أو) - صراع العروش (حلقة: "التنين والذئب")، من إخراج جيرمي بودسوا (إتش بي أو) - حكاية أمة (حلقة: "بعد")، من إخراج كاري سكوغلاند (هولو) - أوزارك (حلقة: "الحصيلة")، من إخراج جيسون بيتمان (نتفليكس) - أوزارك (حلقة: "الليلة سنترجل")، من إخراج دانيال ساكهايم (نتفليكس) - أشياء غريبة (حلقة: "الفصل التاسع: البوابة")، من إخراج الأخوان دفر (نتفليكس) |
| أفضل إخراج لعمل متنوع | أفضل إخراج لسلسلة محدودة أو فيلم تلفزيوني أو عمل درامي خاص |
| - حفل جوائز الأوسكار، من إخراج غلين وايز (إيه بي سي) - ديف شبيل: الرزانة، من إخراج ستان لاثان (نتفليكس) - جيري قبل سينفيلد، من إخراج مايكل بونفيليو (نتفليكس) - ستيف مارتن ومارتن شورت: أمسية سوف تنساها لبقية حياتك، من إخراج ماركوس رابوي (نتفليكس) - سوبر بول إل2 هافتايم شو، من إخراج هاميش هاميلتون (إن بي سي) | - اغتيال جياني فيرساتشي: قصة جريمة أمريكية (حلقة: "الرجل الذي سيصبح رائجًا")، من إخراج رايان مورفي (إف إكس) - غودليس، من إخراج سكوت فرانك (نتفليكس) - يسوع المسيح سوبرستار في حفلة على الهواء، من إخراج ديفيد ليفو وأليكس رودزينسكي (إن بي سي) - برج يلوح في الأفق (حلقة: "9/11")، من إخراج كريغ زيسك (هولو) - باتيرنو، من إخراج باري ليفنسون (إتش بي أو) - باتريك ميلروز، من إخراج إدوارد بيرغر (شوتايم) - القمتان التوأمتان، من إخراج ديفيد لينش (شوتايم)                        |

### الكتابة
| أفضل كتابة لمسلسل كوميدي | أفضل كتابة لمسلسل درامي |
| --- | --- |
| - السيدة مايزل الرائعة (حلقة: "الحلقة التجريبية")، من كتابة إيمي شيرمان بالادينو (برايم فيديو) - أتلانتا (حلقة: "الرجل القاطور")، من كتابة دونالد غلوفر (إف إكس) - أتلانتا (حلقة: "محل الحلاق")، من كتابة ستيفاني روبنسن (إف إكس) - باري (حلقة: "الفصل الأول: ضع بصمتك")، من كتابة إليك بيرغ و‌بيل هادر (إتش بي أو) - باري (حلقة: "الفصل السابع: بصوت عالٍ وسريع واستمر")، من كتابة إليزابيث سارنوف (إتش بي أو) - وادي السيليكون (حلقة: "واحد وخمسون بالمئة")، من كتابة إليك بيرغ (إتش بي أو)             | - الأمريكيون (حلقة: "بداية")، من كتابة جويل فيلدز و‌جو وايزبرغ (إف إكس) - التاج (حلقة: "الرجل الغامض")، من كتابة بيتر مورغان (نتفليكس) - صراع العروش (حلقة: "التنين والذئب")، من كتابة ديفيد بينيوف و‌دي. بي. وايس (إتش بي أو) - حكاية أمة (حلقة: "جون")، من كتابة بروس ميلر (هولو) - قتل إيف (حلقة: "وجه لطيف")، من كتابة فيبي والر بريدج (بي بي سي أمريكا) - أشياء غريبة (حلقة: "الفصل التاسع: البوابة")، من كتابة الأخوان دفر (نتفليكس)        |
| أفضل كتابة لعمل متنوع | أفضل كتابة لسلسلة محدودة أو فيلم تلفزيوني أو لعمل درامي خاص |
| - جون مولاني: روعة الأطفال في مدينة الراديو، من كتابة جون مولايني (نتفليكس) - الواجهة الأمامية مع سامانثا بي تقدم: بورتوريكو *الأمريكية العظيمة (*العلاقة معقدة)، من كتابة سامانثا بي وبات كاسيلز ومايك دراكر وإريك درايسديل وماثان إرهاردت ومايلز كان ونيكول سلفربرغ (تي بي إس) - ميشيل ولف: الامرأة الحسنة، من كتابة ميشيل ولف (إتش بي أو) - باتن أوزوالت: الإبادة، من كتابة باتن أوزوالت (نتفليكس) - ستيف مارتن ومارتن شورت: أمسية سوف تنساها لبقية حياتك، من كتابة ستيف مارتن و‌مارتن شورت (نتفليكس) | - "المركبة الأمريكية كاليستر" (المرآة السوداء)، من كتابة وليام بريدجز و‌تشارلي بروكر (نتفليكس) - المخرب الأمريكي (حلقة: "التنظيف")، من كتابة كيفن مكمانوس وماثيو مكمانوس (نتفليكس) - اغتيال جياني فيرساتشي: قصة جريمة أمريكية (حلقة: "منزل بجانب البحيرة")، من كتابة توم روب سميث (إف إكس) - غودليس، من كتابة سكوت فرانك (نتفليكس) - باتريك ميلروز، من كتابة ديفيد نيكولز (شوتايم) - القمتان التوأمتان، من كتابة مارك فروست و‌ديفيد لينش (شوتايم) |

## المقدمون والمؤدون
الجوائز قدمها الآتي ذكرهم:

### المقدمون
| الاسم                                                            | الدور                                                                   |
| ---------------------------------------------------------------- | ----------------------------------------------------------------------- |
| كلير فوي مات سميث                                                | مقدما جائزة أفضل ممثل مساعد في مسلسل كوميدي                             |
| جيمي كيميل تريسي مورغان                                          | مقدما جائزة أفضل ممثلة مساعدة في مسلسل كوميدي                           |
| ميلي بوبي براون إميليا كلارك                                     | مقدمتا جائزة أفضل كتابة لمسلسل كوميدي                                   |
| ساندرا أوه أندي سامبيرج                                          | مقدما جائزة أفضل إخراج لمسلسل كوميدي                                    |
| أنجيلا باسيت تيفاني هاديش                                        | مقدمتا جائزة أفضل ممثلة رئيسية في مسلسل كوميدي                          |
| مايكل دوغلاس                                                     | مقدم جائزة أفضل ممثل رئيسي في مسلسل كوميدي                              |
| جون لجند كريسي تيغن                                              | مقدما جائزة أفضل ممثلة مساعدة في سلسلة محدودة أو فيلم تلفزيوني          |
| كيت هارينغتون كونستانس وو                                        | مقدما جائزة أفضل ممثل مساعد في سلسلة محدودة أو فيلم تلفزيوني            |
| آيدي براينت بوب أودينكيرك                                        | مقدما جائزة أفضل كتابة لسلسلة محدودة أو فيلم تلفزيوني أو لعمل درامي خاص |
| أليك بالدوين كيت مكينون                                          | مقدمان لتصريح خاص من بيتي وايت                                          |
| جيمس كوردن                                                       | مقدم جائزة أفضل إخراج لسلسلة محدودة أو فيلم تلفزيوني أو عمل درامي خاص   |
| ليزلي جونز روبول تشارلز                                          | مقدما جائزة أفضل ممثلة رئيسية في سلسلة محدودة أو فيلم تلفزيوني          |
| رايتشل بروسنان لاري ديفيد                                        | مقدما جائزة أفضل ممثل رئيسي في سلسلة محدودة أو فيلم تلفزيوني            |
| إلانا غليزر أبيي جاكوبسون                                        | مقدمتا جائزة أفضل كتابة لعمل متنوع                                      |
| ستيرلينغ ك. براون رون جونز                                       | مقدما جائزة أفضل إخراج لعمل متنوع                                       |
| تينا فاي                                                         | مقدمة فقرة التأبين                                                      |
| سامانثا جيمي بي تاراجي بيندا هينسون                              | مقدمتا جائزة أفضل ممثل مساعد في مسلسل كوميدي                            |
| إليزابيث موس سميرة وايلي                                         | مقدمتا جائزة أفضل ممثلة مساعدة في مسلسل درامي                           |
| ليل رل هاوري جينا رودريجيز                                       | مقدما جائزة أفضل كتابة لمسلسل درامي                                     |
| هانا غادسبي                                                      | مقدمة جائزة أفضل إخراج لمسلسل درامي                                     |
| بوبي بيرك كارامو براون تان فرانس أنطوني بوروفسكي جوناثان فان نيس | مقدمو جائزة أفضل ممثل رئيسي في مسلسل درامي                              |
| سارة بولسون                                                      | مقدمة جائزة أفضل ممثلة رئيسية في مسلسل درامي                            |
| هيما واشنطن                                                      | مقدم فقرة خاصة تستعرض تاريخ الإيمي                                      |
| ريك و‌مورتي                                                       | مقدما جائزة أفضل برنامج مسابقات الواقع                                  |
| نيل برينان ديف شبيل                                              | مقدما جائزة أفضل مجموعة مسلسلات مشاهد قصيرة                             |
| إريك بانا كوني بريتون                                            | مقدما جائزة أفضل مجموعة مسلسلات حوارية                                  |
| باتريشيا أركيت بينيشيو ديل تورو بن ستيلر                         | مقدمو جائزة أفضل سلسلة محدودة                                           |
| ويل فيرل                                                         | مقدم جائزة أفضل مسلسل كوميدي                                            |
| كينان طومسون                                                     | مقدم جائزة أفضل مسلسل درامي                                             |

### المؤدون
| الاسم | الأداء         |
| --- | -------------- |
| كيت مكينون كينان طومسون تيتوس برجس كريستين بيل ستيرلينغ ك. براون ريكي مارتن أندي سامبيرج روبول تشارلز جون لجند | "لقد حللناها!" |
| أريثا فرانكلين                                                                                                 | "نعمة مدهشة"   |

## الأعمال الأكثر ترشيحا
الرامج التي تلقت عدة ترشيحات رئيسية مدرجة أدناه، حسب عدد الترشيحات لكل عمل ولكل شبكة:
| الترشيحات | البرنامج                                             | الشبكة               |
| --------- | ---------------------------------------------------- | -------------------- |
| 9         | اغتيال جياني فيرساتشي: قصة جريمة أمريكية             | إف إكس               |
| 8         | أتلانتا                                              | إف إكس               |
| 8         | حكاية أمة                                            | هولو                 |
| 7         | صراع العروش                                          | إتش بي أو            |
| 6         | باري                                                 | إتش بي أو            |
| 6         | التاج                                                | نتفليكس              |
| 6         | غودليس                                               | نتفليكس              |
| 6         | السيدة مايزل الرائعة                                 | برايم فيديو          |
| 6         | ساترداي نايت لايف                                    | هيئة الإذاعة الوطنية |
| 5         | أشياء غريبة                                          | نتفليكس              |
| 5         | العالم الغربي                                        | إتش بي أو            |
| 4         | الأمريكيون                                           | إف إكس               |
| 4         | يسوع المسيح سوبرستار في حفلة على الهواء              | إن بي سي             |
| 4         | باتريك ميلروز                                        | شوتايم               |
| 3         | المرآة السوداء                                       | نتفليكس              |
| 3         | بلاك-يش                                              | أيه بي سي            |
| 3         | لمعان                                                | نتفليكس              |
| 3         | برج يلوح في الأفق                                    | هولو                 |
| 3         | أوزارك                                               | نتفليكس              |
| 3         | وادي السيليكون                                       | إتش بي أو            |
| 3         | هؤلاء نحن                                            | إن بي سي             |
| 2         | قصة رعب أمريكية: الطائفة                             | إف إكس               |
| 2         | اكبح حماسك                                           | إتش بي أو            |
| 2         | العبقري: بيكاسو                                      | ناشيونال جيوغرافيك   |
| 2         | قتل إيف                                              | بي بي سي أمريكا      |
| 2         | ستيف مارتن ومارتن شورت: أمسية سوف تنساها لبقية حياتك | نتفليكس              |
| 2         | القمتان التوأمتان                                    | شوتايم               |
| 2         | كيمي شميت القوية                                     | نتفليكس              |

| الترشيحات | الشبكة               |
| --------- | -------------------- |
| 37        | نتفليكس              |
| 29        | إتش بي أو            |
| 25        | إف إكس               |
| 19        | هيئة الإذاعة الوطنية |
| 12        | هولو                 |
| 8         | شوتايم               |
| 6         | أيه بي سي            |
| 6         | برايم فيديو          |
| 5         | سي بي إس             |
| 3         | بي بي سي أمريكا      |
| 2         | كوميدي سنترال        |
| 2         | ناشيونال جيوغرافيك   |
| 2         | تي بي إس             |

## الأعمال الأكثر فوزا
| الجوائز | البرنامج                                 | الشبكة      |
| ------- | ---------------------------------------- | ----------- |
| 5       | السيدة مايزل الرائعة                     | برايم فيديو |
| 3       | اغتيال جياني فيرساتشي: قصة جريمة أمريكية | إف إكس      |
| 2       | الأمريكيون                               | إف إكس      |
| 2       | باري                                     | إتش بي أو   |
| 2       | التاج                                    | نتفليكس     |
| 2       | صراع العروش                              | إتش بي أو   |
| 2       | غودليس                                   | نتفليكس     |

| الجوائز | الشبكة      |
| ------- | ----------- |
| 7       | نتفليكس     |
| 6       | إتش بي أو   |
| 5       | إف إكس      |
| 5       | برايم فيديو |

## تأبين
- أنتوني بورداين
- هاري أندرسون
- بيرني كيسي
- ديلا ريس
- جيري فان دايك
- كريغ زادان
- ريج إي كاثي
- ستيفين بوشكو
- ديك إنبرغ
- لي ميلر
- سوزان باتمور غيبس
- بروس مارغوليس
- جيم نابورس
- بيل ديلي
- بوب شيلر
- بول يونغر ويت
- ديفيد أوغدن ستايرز
- جون ماهوني
- ثاد مامفورد
- هيو ويلسون
- شارلوت راي
- هنري بولينغر
- ديفيد كاسيدي
- روبرت غيوم
- هيو هيفنر
- ماريان ريس
- جيمي نيكرسون
- ميتزي شور
- نيل سيمون
- مونتي هول
- بيرت رينولدز
- روز ماري
- جون ماكين
- أريثا فرانكلين

## وصلات خارجية
- حفل توزيع جوائز الإيمي برايم تايم السبعون على موقع IMDb (الإنجليزية)

- حفل توزيع جوائز الإيمي برايم تايم السبعون على قاعدة بيانات الأفلام على الإنترنت
- قائمة المرشحين والفائزين على موقع الإيمي